# ESP Truckster
ESP James Hetfield "Truckster" é um modelo distribuído pela ESP. James Hetfield usou essa guitarra na gravação do clipe da canção "The Day That Never Comes" do álbum Death Magnetic. Essa guitarra existe na versão original ESP, com melhorias e também com a segunda linha da ESP, a LTD com uma versão mais barata.
Ela é a quinta guitarra a receber assinatura "James Hetfield" desde que James e ESP uniram forças em 1991. Este último modelo é fabricado com as especificações exatas da Truckster de James, uma vez palco de guitarra ESP Eclipse estilo usado na turnê St. Anger.
Este último modelo foi fabricado exatamente sobre as especificações de James, uma modificação ao estilo da ESP Eclipse, usada em no tour St. Anger. Este modelo  assinado ESP Truckster possui um acabamento lixado estratégicamente através de várias camadas e completamente aflito para simular a guitarra original.

## Variações
- LTD Truckster

## Ligações Externas
- ESP Guitars